# Abalasa
Abalasa (arab. أباليسا) – osiedle na Saharze, w południowej Algierii, w prowincji Tamanrasset.